# Fall Out Boys diskografi

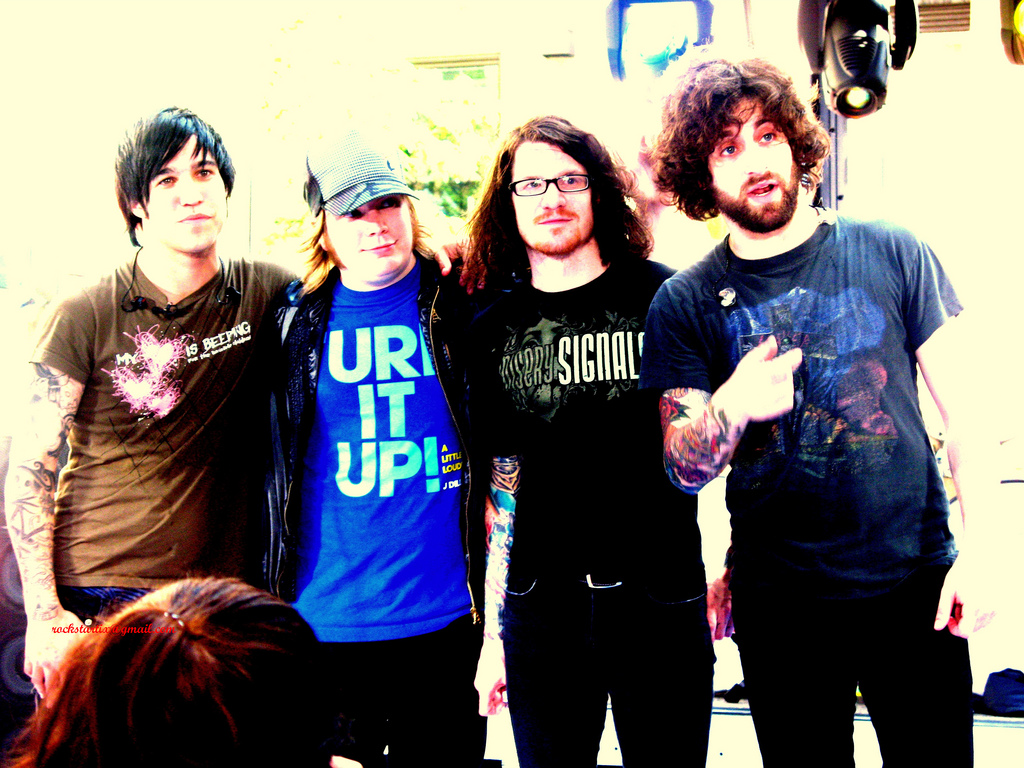

Det här diskografin för det amerikanska rockbandet Fall Out Boy.

## Studio
| År   | Album                                           | Listpositioner | Listpositioner | Listpositioner | Listpositioner | Status            |
| År   | Album                                           | USA            | UK             | NZ             | AUS            | Status            |
| ---- | ----------------------------------------------- | -------------- | -------------- | -------------- | -------------- | ----------------- |
| 2003 | Fall Out Boy's Evening Out with Your Girlfriend | —              | —              | —              | —              | —                 |
| 2003 | Take This to Your Grave                         | —              | 96             | —              | —              | Gold              |
| 2005 | From Under the Cork Tree                        | 9              | 18             | 35             | 87             | 2× Multi-Platinum |
| 2007 | Infinity on High                                | 1              | 3              | 1              | 4              | Platinum          |
| 2008 | Folie à Deux                                    | 8              | 39             | 26             | 9              | Gold              |
| 2013 | Save Rock and Roll                              | 1              | 2              | 2              | 2              | —                 |

## Live
| År   | Album                | Listpositioner | Listpositioner | Listpositioner |
| År   | Album                | UK             | AUS            | BRA            |
| ---- | -------------------- | -------------- | -------------- | -------------- |
| 2008 | **** Live in Phoenix | 147            | 32             | 23             |

## EP:er
| År   | Titel                                           | Skivbolag        |
| ---- | ----------------------------------------------- | ---------------- |
| 2002 | Project Rocket / Fall Out Boy                   | Uprising Records |
| 2004 | My Heart Will Always Be the B-Side to My Tongue | Fueled by Ramen  |
| 2008 | Leaked in London                                | Island Records   |

## Singlar
| År   | Titel                                                                        | Listpositioner | Listpositioner | Listpositioner | Listpositioner | Listpositioner | Status   | Album                    |
| År   | Titel                                                                        | USA            | UK             | NZ             | AUS            | KAN            | Status   | Album                    |
| ---- | ---------------------------------------------------------------------------- | -------------- | -------------- | -------------- | -------------- | -------------- | -------- | ------------------------ |
| 2003 | "Dead on Arrival"                                                            | —              | —              | —              | —              | —              | —        | Take This to Your Grave  |
| 2003 | "Grand Theft Autumn/Where Is Your Boy"                                       | —              | —              | —              | —              | —              | —        | Take This to Your Grave  |
| 2003 | "Saturday"                                                                   | —              | —              | —              | —              | —              | —        | Take This to Your Grave  |
| 2005 | "Sugar, We're Goin Down"                                                     | 8              | 8              | —              | —              | —              | Gold     | From Under the Cork Tree |
| 2006 | "Dance, Dance"                                                               | 9              | 8              | —              | —              | —              | Platinum | From Under the Cork Tree |
| 2006 | "A Little Less Sixteen Candles, a Little More "Touch Me""                    | 65             | 38             | —              | —              | —              | —        | From Under the Cork Tree |
| 2007 | "This Ain't a Scene, It's an Arms Race"                                      | 2              | 2              | 1              | 4              | 4              | Platinum | Infinity on High         |
| 2007 | "The Carpal Tunnel of Love"                                                  | 81             | —              | —              | —              | —              | —        | Infinity on High         |
| 2007 | "Thnks fr th Mmrs"                                                           | 11             | 12             | 11             | 3              | 12             | Gold     | Infinity on High         |
| 2007 | ""The Take Over, the Breaks Over""                                           | —              | 48             | 30             | 17             | —              | —        | Infinity on High         |
| 2007 | "I'm Like a Lawyer with the Way I'm Always Trying to Get You Off (Me & You)" | 68             | 89             | 33             | 28             | —              | —        | Infinity on High         |
| 2008 | "Beat It" (featuring John Mayer)                                             | 19             | 21             | 14             | 13             | 8              | —        | **** Live in Phoenix     |

## Musikvideor
| År   | Titel                                                                        | Album                               | Regissör        |
| ---- | ---------------------------------------------------------------------------- | ----------------------------------- | --------------- |
| 2003 | "Dead on Arrival"                                                            | Take This to Your Grave             | Greg Kaplan     |
| 2003 | "Grand Theft Autumn/Where Is Your Boy"                                       | Take This to Your Grave             | Dale Resteghini |
| 2003 | "Saturday"                                                                   | Take This to Your Grave             | Shane Drake     |
| 2005 | "Sugar, We're Goin Down"                                                     | From Under the Cork Tree            | Matthew Lenski  |
| 2005 | "Sugar, We're Goin Down" (live)                                              | From Under the Cork Tree            | Jeff Seibenick  |
| 2005 | "Dance, Dance"                                                               | From Under the Cork Tree            | Alan Ferguson   |
| 2006 | "A Little Less Sixteen Candles, a Little More "Touch Me""                    | From Under the Cork Tree            | Alan Ferguson   |
| 2007 | "This Ain't a Scene, It's an Arms Race"                                      | Infinity on High                    | Alan Ferguson   |
| 2007 | "The Carpal Tunnel of Love"                                                  | Infinity on High                    | Kenn Navarro    |
| 2007 | "Thnks fr th Mmrs"                                                           | Infinity on High                    | Alan Ferguson   |
| 2007 | "The Take Over, the Breaks Over"                                             | Infinity on High                    | Alan Ferguson   |
| 2007 | "I'm Like a Lawyer with the Way I'm Always Trying to Get You Off (Me + You)" | Infinity on High                    | Alan Ferguson   |
| 2008 | "Beat It" (feat. John Mayer)                                                 | **** Live in Phoenix                | Shane Drake     |
| 2008 | "I Don't Care"                                                               | Folie à Deux                        | Alan Ferguson   |
| 2009 | "America's Suitehearts"                                                      | Folie à Deux                        | Matthew Stawski |
| 2009 | "What a Catch, Donnie"                                                       | Folie à Deux                        | Alan Ferguson   |
| 2009 | "Headfirst Slide into Cooperstown on a Bad Bet"                              | Folie à Deux                        | Shane Valdés    |
| 2009 | "Alpha Dog"                                                                  | Believers Never Die – Greatest Hits | Harvey White    |
| 2013 | "My Songs Know What You Did in the Dark (Light Em Up)"                       | Save Rock and Roll                  | Donald/Zaeh     |
| 2013 | "The Phoenix"                                                                | Save Rock and Roll                  | Donald/Zaeh     |
| 2013 | "Young Volcanoes"                                                            | Save Rock and Roll                  | Donald/Zaeh     |
| 2013 | "Alone Together"                                                             | Save Rock and Roll                  | Donald/Zaeh     |